# Anak Verhoeven
Anak Verhoeven (* 15. Juli 1996 in Schriek) ist eine belgische Sportkletterin. Sie ist die erste Kletterin, der eine Erstbegehung im Schwierigkeitsgrad 9a+ gelang.

## Karriere
Verhoeven begann mit vier Jahren klettern. 2012 nahm sie an ihrem ersten Weltcup teil. 2016 gewann sie in Kranj ihren ersten Weltcup in Lead. Im selben Jahr wurde sie an den Weltmeisterschaften in Paris Zweite. 2017 gewann sie die World Games und die Europameisterschaft.
2021 gab sie ihren Rücktritt vom Wettkampfklettern bekannt.
Im September 2017 eröffnete sie mit Sang neuf als weltweit erste Frau eine Route im Grad 9a. Kurz darauf gelang ihr die Erstbegehung der Route Sweet Neuf (9a+). Damit war sie die zweite Frau, die eine Route im Schwierigkeitsgrad 9a+ geklettert hat und die erste Frau, die eine Route in diesem Grad eröffnen konnte. 2019 kletterte sie ihre zweite 9a+-Route, Joe Mama. 2020 gelang ihr mit Kraftio (8c+/9a) die Erstbegehung der schwersten Route Belgiens. Sie benannte die Route in Erinnerung an Chloé Graftiaux.
Am 15. Mai 2024 gelang ihr als dritte Frau überhaupt mit einer Begehung der Route La Planta de Shiva eine Route im französischen Schwierigkeitsgrad 9b.